# Сапек
Сапек (фр. sapèque) — разменная денежная единица:
- французской колонии Кохинхина — 1⁄500 кохинхинского пиастра[1];
- французских колоний и протекторатов, входивших в состав Индокитайского Союза — 1⁄500 индокитайского пиастра[2][3];
- французского протектората Тонкин — 1⁄600 индокитайского пиастра[4].

## Монеты

### Кохинхина
Монеты в 1 сапек были изготовлены из французских монет в 1 сантим, в которых на сайгонском арсенале были проделаны отверстия.
| Изображение | Номинал  | Диаметр | Вес | Гурт | Материал | Годы чеканки | Монетный двор |
| ----------- | -------- | ------- | --- | ---- | -------- | ------------ | ------------- |
|             | 1 сапек  |         |     |      | Бронза   | 1875         | Бордо         |
|             | 2 сапека | 20 мм   |     |      | Бронза   | 1879, 1885   | Париж         |

### Индокитай
| Изображение | Номинал  | Диаметр | Вес | Гурт | Материал | Годы чеканки                    | Монетный двор |
| ----------- | -------- | ------- | --- | ---- | -------- | ------------------------------- | ------------- |
|             | 2 сапека |         |     |      | Бронза   | 1887—1889, 1892—1894, 1897—1902 | Париж         |

### Тонкин
| Изображение | Номинал | Диаметр | Вес   | Гурт | Материал | Годы чеканки | Монетный двор |
| ----------- | ------- | ------- | ----- | ---- | -------- | ------------ | ------------- |
|             | 1 сапек | 25 мм   | 2,1 г |      | Цинк     | 1905         | Париж         |